# Saison 2 de Camping Paradis
 (avril 2020).
Si vous disposez d'ouvrages ou d'articles de référence ou si vous connaissez des sites web de qualité traitant du thème abordé ici, merci de compléter l'article en donnant les références utiles à sa vérifiabilité et en les liant à la section « Notes et références ».
 (avril 2020).
Chronologie
Saison 1 Saison 3
Cet article présente les épisodes de la deuxième saison de la série télévisée Camping Paradis.

## Distribution

### Acteurs principaux
- Laurent Ournac : Tom Delormes, le propriétaire du camping
- Princess Erika : Rosy, responsable de l'accueil
- Jennifer Lauret : Ariane Leroy  (sauf épisode 3) , kiné du camping
- Patrick Guérineau : Xavier Proteau, barman
- Géraldine Lapalus : Amandine Joubert-Garnier, responsable des sports
- Thierry Heckendorn : André Durieux, régisseur

### Acteurs récurrents
- Patrick Paroux : Christian Parizot (sauf épisode 4), vacancier grincheux
- Barbara Probst : Elsa Delormes, petite sœur de Tom (épisode 2)
- Jean-Pierre Bouvier : Clément Leroy, le père d'Ariane (épisode 3)
- Alexandra Vandernoot : Françoise Leroy, la mère d'Ariane (épisode 3)
- Alexandre Thibault : Mathieu Beaurivage, directeur du Camping Beau Rivage (épisodes 3 et 6)
- Julien Cafaro : Hervé (épisodes 4 à 6), petit ami de Jean-Pi
- Gérard Chaillou : Jean-Pi (épisodes 4 à 6), petit ami d'Hervé

## Liste des épisodes

### Épisode 1:Magique camping
- France : 30 août 2010 sur TF1

- France : 6,29 millions de téléspectateurs (25,3 % de part de marché)[1] (première diffusion)

- Aymeric Dapsence : Fred
- Philippe Tlokinski : Jan
- Herma Vos : La mère de Jan
- Michael Hofland : Le père de Jan
- François-Éric Gendron : Flavio Mancini
- Delphine Rollin : Laura Mancini
- Jean-Pierre Michaël : Lucas Mancini
- Bertrand Nadler : Stéphane
- Blandine Bury : Virginie
- Léa Thiebaut-Mirouf : Léa
- Frédéric Restagno : René
- Antonin Dupel : Oscar Riboff
- Béatrice Courcoul : La campeuse 1
- Isalinde Giovangigli : La campeuse 2
- Angéline Jean : La jeune fille de Jan

- Cet épisode est le premier épisode dans lequel apparaît Bertrand Nadler. Il joue aussi dans "Mon père, ce breton"
- Parizot ne vient jamais aux soirées, d'après l'équipe. Par la suite, le personnage sera davantage présent lors des scènes de nuit.

### Épisode 2:Mamans en grève
- France : 4 octobre 2010 sur TF1

- France : 7,25 millions de téléspectateurs (28,8 %)[2] (première diffusion)

- Emmanuel Patron : Julien Chevalier
- Marie Piton : Séverine Martin
- Éric Laugérias : Thierry Martin
- Pauline Cheviller : Cléa Martin
- Marie Pape : Gabrielle
- Bruno Slagmulder : Fabrice
- Mermoz Melchior : Jules
- Garance Verbecelte : Lou
- Caroline Charlety : Pénélope
- Thomas Séraphine : Antoine
- Elliot Konate : Hugo
- Charlie Konate : Timothée
- Lillyjane Are : Clémence
- Michel Benizri : Michel Fichan
- Jonathan Cardonnel : Bertrand
- Michel Bellier : Mr Ramirez
- Sophie Jean : Mme Ramirez
- Pierre Haudebourg : L'expert
- José Heuze : Le gendarme 1
- Claude Daniel : Le gendarme 2
- Gyselle Soares : La fille qui trinque avec Xavier

- Cet épisode est le premier épisode dans lequel apparaissent Éric Laugérias et Marie Piton. Ils reprennent leur rôle dans "La nuit des étoiles". Leur fille, par contre, portera un autre prénom et sera jouée par une actrice différente.
- Bruno Slagmulder et Thomas Séraphine apparaissent pour la première fois. Ils rejouent ensuite dans "Noces de toile" pour Bruno Slagmulder et "Les 12 travaux du camping", "Réunions de famille" pour Thomas Séraphine.
- Il s'agit d'un des rares épisodes dans lequel on peut voir des personnages fumer. Ici, André et Xavier fument le cigare. Tom les appelle "Les tontons flingueurs"
- L'acteur qui incarne Michel Fichan est aussi dans "Trou de mémoire" le campeur qui se réjouit du retour aux années 70. D'ailleurs, une musique est entendue lorsque Fabrice essaie de soutirer des informations aux filles du camping et sera ré-entendue à nouveau dans l'épisode précédemment cité quand Vincent s'énervera sur Sarah et Pénélope.
- Parizot confond anthropophage et galeriste. Il est exceptionnellement aimable avec Tom qu'il appelle par son prénom et à qui il dit bonjour. De plus, le personnage pratique le rami et le badminton senior, ce qui entre en contradiction avec sa personnalité, puisqu'on le voit habituellement peu sociable.
- André dit qu'il a toujours voulu avoir des enfants, mais que cela ne s'est pas fait. Pourtant, il revoit son fils dans la saison 3. Il est possible qu'André ait voulu dire qu'il a toujours voulu élever des enfants, mais qu'il n'a pas pu.
- On peut entendre la chanson "Où sont les femmes" de Patrick Juvet lors de la soirée.
- Elsa revient au cours de cet épisode et ne refera plus que deux apparitions dans la série.

### Épisode 3:Doc Love au camping
- France : 1er novembre 2010 sur TF1

- France : 7,29 millions de téléspectateurs (28 %)[3] (première diffusion)

- Pascal Légitimus : Sam Love
- Sarah-Laure Estragnat : Juliette
- Michel La Rosa : Gérald, le producteur
- Augustin Bonhomme : Antoine
- Christiane Bopp : Monique
- Antoine Coesens : Jean-Marie
- Laura Marine : Romane
- Élisa Servier : Mme Bellegarde
- Séverine Mayeres : La femme en t-shirt
- Hubert Rollet : L'homme en t-shirt
- Aude Candela : Lou Salomé
- Albert Lerda : Le petit monsieur
- Alexandra Lb : La campeuse
- Roland Munter : Roger
- André Corbi : Le campeur à la radio
- Isalinde Giovangigli : La campeuse à l'accueil
- Magali Lerbey : La campeuse à la gym
- Gérard Palu : Le campeur à la gym

### Épisode 4:Miracle au camping
- France : 14 février 2011 sur TF1

- France : 7,30 millions de téléspectateurs (27,9 %)[4] (première diffusion)

- Éva Darlan : Sœur Mathilde
- Isabelle Vitari : Novice Armelle
- Delphine Rivière : Sœur Prudence
- Valérie Flan : Sœur Gertrude
- Claudia Tagbo : Sœur Constance
- Philippe Caroit : Thierry
- Mélanie Maudran : Cécile
- Charlotte Kady : Laurence Forrest
- Corenthin Derrien : Théo
- Pablo Beugnet : Antoine
- Jonathan Demurger : Franck
- Brice Jalabert : Max
- Sophie Le Corre : Jenny
- André Corbi : Le campeur
- Philippe Levy : L'homme à la source
- Valérie Trebor : La femme à la source
- Suzie Pillou : La vieille dame à la source
- Patrice Goubier : Le type au stand eau

- Cet épisode est le premier épisode dans lequel apparaît Philippe Caroît. Il rejoue aussi dans "Miss Camping".

### Épisode 5:Un fantôme au paradis
- France : 14 mars 2011 sur TF1

- France : 7 millions de téléspectateurs (27,5 %)[5] (première diffusion)

- Smaïn : Christian Dissaut
- Marie Fugain : Béatrice
- Arnaud Gidoin : François
- Camille Fernandes : Pauline
- Erwann Lavigne : Aurélien
- Solène Bouton : Patricia
- Matthias Van Khache : Benjamin
- Roby Schinasi : Axel
- Jonathan Gomis : Max
- Blanche Raynal : Mme Perret
- Marc Bozzai : L'automobiliste
- Magali Lerbey : La jeune fille 1
- Marie Mosser : La jeune fille 2
- Sonia Buth : La jeune fille 3
- Marc Brun : Vernet
- Dominick Breuil : Le campeur 1
- Albert Lerda : Le campeur 2
- Jean-Pierre Gourdain : Le campeur 3
- Claude H : La campeuse
- François Cottrelle : Le gendarme
- Dany Castaing : La voisine de Parizot

### Épisode 6:Roméo et Juliette au camping
- France : 25 avril 2011 sur TF1

- France : 6,70 millions de téléspectateurs (26,5 %)[6] (première diffusion)

- Christian Rauth : Gabriel
- Patrice Valota : Kako
- Philippe Cura : José
- Fanny Krich : Salma
- Laurent Marion : Elvis
- Laurélia Baresi : Mona
- Odile Cohen : Kalia
- Claudine Baschet : Grand-mère Kako
- Djénéva Leroy : Chayana
- Arthur Pesme : Mayron
- Amélie Zorzetto : Irina
- Hugues Cristianini : Le comptable
- Pascal Rozand : La baba cool
- Sarah Lamour : La punkette
- Julien Israel : Le candidat
- Catherine Brun : La gouvernante